# Pavol Streicher
Pavol Streicher (født 22. august 1957) er en slovakisk tidligere håndboldspiller og nuværende håndboldtræner. Han har siden 2019 været landstræner for Slovakiets kvindehåndboldlandshold.
Han agerede som landstræner for holdet under VM i kvindehåndbold 2021 i Spanien, hvor det slovakiske hold blev nummer 26. Det var Slovakiets anden deltagelse ved et verdensmesterskab for kvinder.